# Grand Hotel de Londres
Pour les articles homonymes, voir Londres (homonymie).
Le Grand Hotel de Londres est un bâtiment de Naples situé sur la Piazza del Municipio (it). 

## Histoire
Le bâtiment est conçu par l'architecte Giovan Battista Comencini pour le compte de la Société vénitienne dans le cadre de la restauration de la place et du quartier insalubre de Corsea (l'actuel district de Carità) et a été construit entre 1895 et 1899. 
Le palais est considéré comme le premier exemple important de l’Art nouveau qui connaîtra un avenir glorieux dans la ville, inaugurant le courant du Liberty Napolitain : la façade néo-renaissance est très sobre et utilise des structures métalliques, novatrices à l’époque. 
La véritable fierté de l'hôtel résidait dans les intérieurs et leurs décorations, maintenant perdus à cause du réaménagement des chambres.

## Usages
Filippo Tommaso Marinetti était l'une des personnalités de l'époque qui séjourna à l'hôtel lors d'un événement futuriste au théâtre Mercadante en 1910. Le 9 octobre 1921, le poète, avec Rodolfo De Angelis et Francesco Cangiullo, composa le Theatre de la Surprise, un manifeste théâtral futuriste, dans une chambre de l'hôtel, publiée deux jours plus tard, le 11 octobre, à Milan. 
C'est actuellement le siège du tribunal administratif régional de Campanie.